# Маруся (роман)
«Маруся» — історичний роман українського письменника Василя Шкляра, вперше вийшов у видавництві «Книжковий клуб «Клуб сімейного дозвілля»» 2014 року. У романі розповідається про повстанську отаманшу Марусю Соколовську.

## Історія написання
Шкляр писав роман протягом п'яти років, з 2009 по 2014.
При зборі джерел для майбутнього роману, Шкляр використовував спогади свого батька, діда та знайомих, оскільки Марусю багато людей знало й її історію переповідали з вуст в уста як про легендарну жінку. Окрім свідчень людей, Шкляр також працював з наявними даними про Соколовську в українських архівах. Загалом, Шкляр у своїх інтерв'ю звертав увагу, що роман написаний на основі реальних даних з архівів та щоденників очевидців, та підкреслював, що «за кожною подією в книзі стоїть історичний факт».

## Наклад
Перший тираж у 18 тисяч примірників було розкуплено за 1 тиждень. Загалом за підсумками 2014 року, КСД повідомило, що було продано понад 30 тис. примірників роману.

## Сюжет
Тендітна золотоволоса дівчина народилася для щастя,  але бурхливий 1919 рік — один із найдраматичніших в історії України — покликав її до боротьби за волю Вітчизни. Після загибелі братів, повстанських отаманів, шістнадцятирічна гімназистка Саша Соколовська стає на чолі тисячного війська. Відтепер вона отаман Маруся. На шлику її козацької шапки напис «Смерть ворогам України!» Та навіть у вирі кривавих подій доля дарує їй щире кохання і шанс зберегти життя...

## Видання
Випуск книги мав розпочатися взимку 2013 року, проте через трагічні події на Майдані був відкладений на декілька місяців і Шкляр зумів видати роман лише наприкінці 2014 року.
- Василь Шкляр. Маруся. Харків: КСД. 2014. 320 стор. ISBN 978-966-14-7838-0